# Rob Marcello
Rob Marcello, född Robert Wendelstam den 9 september 1977 i Örebro, Sverige. 
Marcello är mest känd som den nuvarande gitarristen i amerikanska glam metal-bandet Danger Danger, där har ersatte Andy Timmons år 2003. Han har även varit med i banden Iron Horse, Twenty 4 Seven, The Defiants och sitt eget projekt Marcello-Vestry (där han räknade med Frank Vestry på sång).
Rob Marcello är inte släkt med gitarristen Kee Marcello.

## Diskografi (urval)
Med Iron Horse
- Iron Horse (2001)[4]

Med Twenty 4 Seven
- Destination Everywhere (2002)[5]

Med Danger Danger
- Live and Nude (2005)[6]
- Revolve (2009)

Med Marcello-Vestry
- Marcello-Vestry (2008)[1]

Med Laney's Legion
- Laney's Legion (2014)

Med Shotgun
- Live at Decadencia Drive (2016)

Med The Defiants
- The Defiants (2016)[7]
- Zokusho (2019)